# متلازمة سرقة وصول الأوعية الدموية
في طب الكلى، متلازمة سرقة وصول الأوعية الدموية أو متلازمة السرقة الوعائية (بالإنجليزية: vascular access steal syndrome)‏ أو متلازمة السرقة المصاحبة للغسيل الكلوي (بالإنجليزية: dialysis-associated steal syndrome)‏ هي متلازمة تنشأ من نقص التروية (تدفق كمية غير كافية من الدم) الناجمة من جهاز ولوج الوعاء الدموي (مثل توصيلة شريانية وريدية أو رقعة وعائية صناعية) الذي يثبت ليسمح بتدفق الدم أثناء الغسيل الكلوي.

## العلامات
- شحوب
- تناقص النبض (بعيدا عن التوصيلة)
- نخر.[1]
- انخفاض مؤشر المعصم العضدي (نسبة ضغط الدم المقاس في المعصم وضغط الدم المُقاس في الجزء العلوي من الذراع)، خاصة إذا كان أقل من 0.6 .[2]

## الأعراض
- ألم بعيدا عن التوصيلة

## معدل الحدوث
يحدث في حوالي 1٪ من حالات التوصيلة الشريانية الوريدية
و 2.7-8٪ من حالات الرقعة الوعائية المصنوعة من پولي‌ تيترا فلورو إثيلين

## فحوصات
تصوير الأوعية

## العلاج
ويمكن تقييد تدفق التوصيلة عن طريق الربط ( الاستشراط )، أو تنظيمها من خلال المراجعة الجراحية.

### تقنية إعادة تكوين الأوعية
- إعادة تكوين الأوعية البعيدة و الربط علي مسافات
- تقريب التدفق الشرياني.[3]
- المراجعة باستخدام التدفق البعيد.[4]

#### تقنية الربط
- تضيق الخيط.[5]
- استدقاق.[6]
- ثني.[7]
- الربط الجراحي.[8]
- الحد الأدنى من العمليات الجراحية (ربط ملير) .[9]

إذا فشلت الطرق المذكورة أعلاه، تربط التوصيلة، ويتم إنشاء توصيلة جديدة في مكان أكثر قربا في نفس الطرف، أو في الطرف المقابل.

## التسمية
في سياق طب الكلى والغسيل الكلوي، تعرف متلازمة سرقة وصول الأوعية الدموية باسم متلازمة السرقة ( قصيرة )، ولكن في سياقات أوسع، هذا المصطلح غامض لأنه يمكن أن يشير إلي متلازمة سرقة أخرى مثل متلازمة سرقة تحت الترقوة، ومتلازمة سرقة الشريان التاجي. 